# Президентские выборы в Бразилии (1919)
Внеочередные президентские выборы в Бразилии 1919 года состоялись 13 апреля 1919 года из-за смерти президента Родригиса Алвиса, избранного в 1918. Победу на этих выборах одержал кандидат от Республиканской партии штата Параиба Эпитасиу Песоа, набравший 71 % голосов.

## Результаты
| Кандидат                     | Партия                               | Голоса  | %    |
| ---------------------------- | ------------------------------------ | ------- | ---- |
| Эпитасиу Песоа               | Республиканская партия штата Параиба | 286 373 | 71,0 |
| Руй Барбоза                  | Независимый                          | 116 414 | 28,9 |
| Прочие кандидаты             | Прочие кандидаты                     | 528     | 0,1  |
| Испорченные/пустые бюллетени | Испорченные/пустые бюллетени         |         | -    |
| Всего                        | Всего                                | 403 315 | 100  |